# Історія Черкаської області
Історія Черкаської області

## Доісторичний період
Територія нинішньої Черкаської області була заселена в епоху середнього палеоліту близько 130-100 тисяч років тому (Сиволап, Сиволап, 2008; Степанчук, Сиволап..., 2010).
У пізньому палеоліті (після 35-31 тис. років тому) на території області з'являються ранні Homo sapiens - кроманьйонці. На їх численних стоянках були знайдені кам'яні і кістяні знаряддя праці (скребачки, різці, сокири), зокрема, при розкопках всесвітньовідомої Межіріцької палеолітичної стоянки, вік якої налічує близько 14,5 тис. років.
Значне місце займають матеріали Трипільської культури (IV—III тисячоліття до н. е.), знайдені в поселеннях біля сіл Майданецьке, Тальянки і Доброводи. Це посудини різних розмірів з характерним орнаментом, намиста із зубів оленів, антропоморфні керамічні статуетки.
У VII — III століттях до нашої ери значну частину території степових районів України, у тому числі і Черкащини, займали кочові іраномовні племена скіфів. У ті ж часи на правобережжі Дніпра жили осілі землеробські племена — безпосередні предки східних слов'ян. Вони займалися землеробством, рільництвом і скотарством. Розвивалися залізоробні та бронзоливарні ремесла, гончарство, ткацтво, обробка кістки і дерева. Це підтверджують матеріали, знайдені при розкопках городища (VI століття до н. э.) біля села Трахтемирів Канівського району. А саме, знаряддя праці і предмети побуту: серпи, ножі, кераміка, браслети, бронзові шпильки, вироби з кістки. Територія сучасної області входила до складу тих земель Придніпров'я, де формувалося ядро східнослов'янських племен, з яких виникла могутня феодальна держава — Київська Русь.

## Період Руського князівства
Економічною основою Русі були високорозвинуті сільське господарство і ремесло. А саме, землеробськими знаряддями праці і предметами ковальського, гончарного, ювелірного і інших ремесел: серпи, ножі, сокири, стремена, кресала, замки, браслети, підвіски, кераміка, знайдені в районі Канева і біля села Сахнівка Черкаського району. Централізація влади великих князів Київських потребувала нової релігії. Язичництво вже не задовольняло. У 988 р. при великому князі Володимирі було введене Християнство. Православна церква швидко збагачувалася, знаходила могутність і вплив. На території Черкащини були побудовані Зарубський монастир і Георгіївський собор в Каневі.
У 1239 — 1240 рр. вся територія Черкащини була спустошена монголо-татарським нашестям.

## Період Речі Посполитої
Скориставшись монголо-татарським нашестям і роздробленістю Русі, в XIV — XVI століттях територію сучасної області захопили литовці, а потім — поляки. Історія цього періоду характеризується подальшим збільшенням земельних володінь шляхти. Господарство шляхти, особливо магнатів, базувалося на експлуатації кріпосних селян, які платили грошовий і натуральний оброки, відбували панщину, виконували повинності на користь держави і церкви. 
У XV столітті на Черкащині з'явилися перші поселення козаків, а Черкаси, засновані в кінці XIII століття, стали одним із їхніх форпостів в боротьбі проти польської адміністрації, набігів турків і кримських татар. Для захисту від ворогів був споруджений Черкаський замок (на цьому місці зараз — Пагорб Слави). Важливе місце належить Черкащині у Національно-визвольній війні українського народу 1648—1657 р. р. проти польської влади.

## Період Української козацької держави, відновлення польської влади та Російської імперії
8 червня 1654 року Переяславська Рада ухвалила рішення про військовий союз України з Московським царством. Наприкінці XVII і протягом XVIII століття Черкащина знову перебувала у складі Речі Посполитої. У ХVIII столітті тут посилився гайдамацький рух. Найбільшим виступом гайдамаків проти польської влади було повстання Коліївщина.
У 1764 р. Російською імперією остаточно скасовано гетьманство, а в 1781 р. полковий устрій на лівобережній частині сучасної Черкаської області. Після другого поділу Польщі 1793 року правобережна Черкащина увійшла до складу Російської імперії. У 1797 р. при утворенні губерній Правобережжя сучасної Черкаської області увійшло до складу Київської, а Лівобережна — до Малоросійської губернії.
Реформа 1861 року дала поштовх швидкому розвитку капіталізму. У другій половині XIX століття провідне положення на Черкащині займала цукрова промисловість. Щорічно тут вироблялося цукру на 26 мільйонів карбованців.
Могутні цукрові заводи діяли в Черкасах, Смілі, Шполі, Городищі. З розвитком промисловості в регіоні розвивався і робітничий клас. У 1885 році на правобережній частині Черкащини діяло 210 фабрик і заводів, на яких було зайнято 18 тисяч робітників.
В кінці XIX — початку XX століття розвивався капіталізм і в сільському господарстві. Поміщики впроваджували в своїх господарствах нову техніку.
У 1905 році на Черкащині почалися революційні виступи в часи Першої Російської революції. У березні 1905 року страйкували робочі Уманських друкарень, пекарень чавуноплавильного заводу; у травні — червні Шполянського і Черкаського цукрових заводів.

### Українська революція
В 1917 — 1920 рр. на території Черкащини на хвилі національного піднесення установлюється влада УНР, Гетьманату і Директорії, формуються перші загони Вільного козацтва. Радянська влада утвердилася у 1920 р.
Довго після того, як Уряд УНР припинив свою діяльність, частина Черкащини входила до Холодноярської Республіки. Холодноярська Республіка — ,була частина УНР, де козаки найдовше вели збройний опір більшовикам (до 1922—1924 років).

### Радянський період
У 1929 року правобережна Черкащина ввійшла до складу Київської області, лівобережна — до складу Харківської області. У 1937 року до знову створеної Полтавської області відійшла лівобережна Черкащина. У 1939 року Кам'янський і Чигиринський райони відійшли до Кіровоградської області.

#### Друга світова війна
З середини 1941 року територія Черкащини стала ареною битв Другої світової війни. Оборонні бої на цій ділянці фронту вели 26-у, 6-у, 38-у, 12-у армії, а також Дніпровський загін Пінської військової флотилії.
Використовуючи перевагу в живій силі і техніці, нацистські війська захопили в серпні — вересні всю територію краю. Під Уманню ворог створив табір смерті для радянських військовополонених.
18 червня 1943 року гітлерівці оточили хутір Буда Чигиринського району і підпалили його, а потім учинили дику розправу над жителями. Всього було знищено 82 людини. На боротьбу проти гітлерівських окупантів піднялися люди, що залишилися тимчасово на окупованій території. На Черкащині діяли більше 30 партизанських загонів і з'єднань.
Після запеклих боїв 14 грудня 1943 року Черкаси були звільнені від нацистів військами 2-го Українського фронту.
Однією з видатних операцій Другої світової війни була Корсунь-Шевченківська битва. Нацистські війська зміцнилися на Корсунському виступі і готувалися до контрнаступу на схід. Радянське командування розробило план оточення і знищення нацистського угрупування. У цій битві брали участь війська 1-го і 2-го Українських фронтів. Вона закінчилася повним розгромом ворога. 149 воїнів Черкащини, удостоєні звання Героя Радянського Союзу, двом з них це звання присвоєно двічі.
Активною була діяльність українського руху опору на Черкащині. Тут діячі ОУН-Б і ОУН-М проводили активну організаційну роботу. В Умані оунівці із підгрупи М.Сидора-«Чарторийського» провели два віча, створили міську управу і організували міліцію. Було створено підпільні осередки у Манківці, Іванках, Тальному, Поташі і Трубецькому.
Від осені 1941 року діяв Звенигородський окружний провід ОУН (р) на чолі із Сивоконем. Одним із організаторів підпілля був Антін Шкільний, колишній отаман Вільного Козацтва, член Козачої Ради, посол від Ради до кубанців. Весною наступного, 1942-го року, німецькі карні органи провели арешти серед членів окружного і районного проводів Звенигородщини (всього 15 чоловік) і ліквідували видавництво, де друкувався націоналістичний часопис «Рідне слово».

#### Післявоєнний період
|                                                   |  |  |
| Ювілейна монета НБУ присвячена Черкаській області |  |  |

7 січня 1954 року Указом Президії Верховної Ради СРСР була сформована Черкаська область, до якої ввійшли три міста обласного підпорядкування (Черкаси, Сміла, Умань) і території 30 районів Київської, Полтавської, Кіровоградської і Вінницької областей. 26 лютого 1958 року нагороджена  орденом Леніна.